# USS Susquehanna (1847)
El USS Susquehanna, fue una fragata de ruedas de la Armada de los Estados Unidos, siendo el primer buque en portar el citado nombre en la Armada de EE.UU. en honor al río Susquehanna el cual nace en el Lago Otsego en Nueva York y fluye a través de Pensilvania y la esquina noreste de Maryland hasta desembocar en la bahía Chesapeake. 
Su quilla fue puesta en el astillero New York Navy Yard en 1847. Fue botado el 5 de abril de 1850; y asignado el 24 de diciembre de 1850, bajo el mando del capitán John H. Aulick.

## Historial de servicio

### Escuadra de las Indias Orientales, 1850–1855
Tras finalizar sus pruebas de mar, que comenzaron en enero de 1851, zarpó el 8  de junio con rumbo al Extremo Oriente para servir como buque insignia de la Escuadra de las Indias Orientales. Las órdenes del comodoro John H. Aulick incluían instrucciones para visitar Japón y negociar un tratado de apertura de relaciones diplomáticas con dicho país. Al año siguiente, después de que el comodoro Aulick arribara a Canton, el Susquehanna se convirtió en el buque insignia del Comodoro Matthew Perry y entró en la bahía de Tokio con su escuadra el 8 de julio de 1853. Tras presentar Perry sus credenciales y solicitudes al gobierno japonés, la escuadra estadounidense partió el 17 de julio. El 12 de febrero de 1854, el Susquehanna retornó con su escuadra a Japón para recibir el tratado firmado. El vapor de guerra partió de aguas japonesas el 24 de marzo y tras operar en las costas de China, inició su viaje de retorno a través del océano Índico y del Cabo de Buena Esperanza. Arribó a Filadelfia, Pensilvania, el 10 de marzo de 1855 y fue puesto en reserva el 15 de marzo.

### Escuadra del Mediterráneo, 1856–1861
Tras volver al servicio activo el 5 de mayo de 1856, fue adscrito a la escuadra del mediterráneo como su buque insignia bajo el mando de  Joshua R. Sands. Retornó a Estados Unidos, y fue puesto de nuevo en reserva el 18 de abril de 1858. Fue devuelto de nuevo al servicio activo en el astillero New York Navy Yard el 17 de agosto de 1860, navegó hasta  Veracruz, y una semana después, zarpó con rumbo al Mediterráneo. Tras el inicio de la Guerra de Secesión, zarpó desde el puerto italiano de La Spezia, el 5 de mayo de 1861 con rumbo a Boston, a donde arribó en 6 de junio.

### Guerra de Secesión, 1861–1865
El buque fue asignado a la Escuadra de bloqueo del Atlántico y partió con rumbo a Hampton Roads. A fines de agosto, el Susquehanna participó en la Batalla de las baterías del estuario de Hatteras en Carolina del Norte, en la cual fueron capturadas Port Clark y Port Hatteras el 29 de agosto. Durante septiembre, capturó a las goletas británicas Argonaut el 13 de septiembre  y Prince Alfred el 28 de septiembre. En el mismo mes, capturó también dos goletas confederadas, la San Juan el 28 de septiembre y la Baltimore al día siguiente. Los cuatro buques estaban cargados con productos de contrabando.
A finales de octubre, el Susquehanna participó en la expedición a las aguas de Carolina del Sur comandada por Samuel Francis DuPont, en la cual se capturó Port Royal Sound el 7 de noviembre; el 9 de noviembre se tomó Beaufort, Carolina del Sur, estableciendo un bloqueo en la desembocadura del río Broad el mismo día. Estas operaciones, proporcionaron a la Armada de la Unión una importante base para las operaciones que posteriormente realizaría la escuadra de bloqueo del Atlántico sur. El Susquehanna sirvió en esta escuadra hasta la siguiente primavera, principalmente en las tareas del bloqueo de  Charleston, Carolina del Sur, donde capturó a la goleta británica  Coquette el 3 de abril de 1862, que intentaba llegar a Charleston desde Bahamas.
El 27 de abril, se ordenó al Susquehanna desplazarse a Hampton Roads para reforzar la escuadra de bloqueo del Atlántico norte y apoyar ala unidad del general de George B. McClellan en su avance hacia Richmond, Virginia. Las fuerzas de la Unión en esa área eran amenazadas por el  ironclad CSS Virginia, el antiguo USS Merrimack. El Susquehanna y otros cuatro buques de la Unión, actuando directamente bajos órdenes del presidente de los Estados Unidos Abraham Lincoln bombardearon las baterías confederadas en Sewell's Point, Virginia el 8 de mayo. Tres días después, el Virginia fue volado por su tripulación, poniendo fin a dicha amenaza para los buques de la Unión en el área Hampton Roads y liberando al Susquehanna para tareas en otros puntos.
A finales de mayo, fue asignado a la Escuadra de bloqueo del golfo oeste y se encargó de trasladar despachos oficiales a David Farragut, el oficial al mando de la misma, en el golfo de  México. Durante la navegación, el 11 de junio capturó a la goleta  confederada Princeton y la despachó a Cayo Oeste, Florida. El 29 de junio, junto al  USS Kanawha, capturó al vapor británico Ann que intentaba ingresar a la bahía de Mobile con un cargamento de armas y municiones. El Susquehanna continuó operando en el golfo de México hasta la primavera de 1863, cuando se le ordenó poner rumbo a Nueva York para efectuar reparaciones. Mientras se dirigía al norte, el 18 de abril capturó a la goleta Alabama frente a las costas de Florida. Fue dado de baja del servicio activo en el Astillero de la Armada de Nueva York el 14 de mayo de 1863.
Fue devuelto al servicio activo el 20 de julio de 1864, siendo asignado de nuevo la Escuadra de bloqueo del Atlántico norte con la que participó en la primera batalla de Fort Fisher, un intento fallido de tomar el citado fuerte en Carolina del Norte en las navidades de 1864. Sin embargo, a mediados de febrero de 1865, en una segunda batalla, se pudo tomar el citado fuerte, cerrando el acceso a Wilmington, Carolina del Norte, el último puerto principal de la Confederación.

### Escuadra del Atlántico, 1866–1868
Tras el final de la Guerra de secesión, Susquehanna trasladó a los delegados estadounidenses a la bahía de Veracruz en México durante la caída del Segundo Imperio de México para abrir relaciones con el presidente Benito Juárez (que era apoyado por Estados Unidos). Al enterarse en el Susquehanna que Maximiliano I de México había decidido no abdicar, el buque volvió a los Estados Unidos en 1866.  El USS Susquehanna también navegó hasta Brasil y operó en la costa atlántica de Sudamérica hasta su retorno y baja el 30 de junio de 1866. Fue devuelto al servicio activo el 2 de noviembre de 1866, finalizando su servicio activo como buque insignia de la escuadra del Atlántico norte. Fue dado de baja en el astillero de Nueva York el 14 de enero de 1868 y vendido para desguace el 27 de setiembre de 1883 a E. Stannard de Nueva York.